# Pelodytes ibericus
Pelodytes ibericus — вид мелких бесхвостых земноводных из рода Крестовки. Встречается только в Португалии и Испании; на испанском языке он известен как sapillo moteado ibérico.

## Внешний вид и строение
Взрослые Pelodytes ibericus достигают длины около 4 сантиметров и очень похожи на пятнистую крестовку (Pelodytes punctatus, родственный вид), но немного меньше и с более короткими конечностями. Кожа гладкая или зернистая с россыпью тёмных бугорков. Окрас верхней поверхности тела варьирует от оливковой, зеленовато-коричневой, тёмно-коричневой или зеленовато-серой и испещрена зелёными крапинками. Нижняя поверхность белая или кремовая, а горло у самцов в период размножения тёмное.

## Распространение и среда обитания
Pelodytes ibericus — эндемик Пиренейского полуострова. Она довольно распространена в подходящих местах обитания в Испании, но, по-видимому, редка в Португалии. Она встречается на открытых участках, под кустами, среди отдельных деревьев, на солончаках, полях и в садах. Она может продолжать жить в районах интенсивного земледелия.

## Размножение
Размножение происходит весной, часто после обильных дождей. Икра откладывается в прудах, канавах, ручьях с медленным течением и затопленных местах. Кладки содержат до 350 икринок, и в течение нескольких дней может быть сделано несколько кладок. Личинки вылупляются примерно через две недели, а развитие головастиков может занять около трёх месяцев, прежде чем они превратятся в молодых лягушек.

## Угрозы и охрана
Эта крестовка имеет широкий ареал, и общая численность популяции, по-видимому, достаточно стабильна. Международный союз охраны природы (МСОП) оценивает её как вид, вызывающий наименьшие опасения, поскольку считает, что темпы сокращения численности, если таковые имеются, недостаточны для включения её в более уязвимую категорию. Эта крестовка распространена на большей части своего ареала, и ей угрожают такие факторы, как деградация среды обитания, потеря мест размножения и нападение инвазивного пресноводного рака Procambarus clarkii.